# 信立泰
深圳信立泰药业股份有限公司（深交所：002294）是一家中國製藥公司，由前深圳副市長葉澄海創立，主要生產及研發化學原料藥、粉針劑、片劑和膠囊等。
信立泰药业由葉澄海於1998年成立，於2009年9月10日上市，IPO發行2850萬股，每股發行價為41.98元。上市後，葉澄海和廖清清夫婦共持有71.56%的股份。

## 外部連結
- 信立泰药业公司網站（页面存档备份，存于）